# Deppea pauciflora
Deppea pauciflora là một loài thực vật có hoa trong họ Thiến thảo. Loài này được Borhidi & E.Martínez mô tả khoa học đầu tiên năm 2007.